# Mass Effect: Podniesienie
Mass Effect: Podniesienie – powieść fantastycznonaukowa, której autorem jest Drew Karpyshyn. Jest sequelem gry Mass Effect, wydanej na Xboksa 360 i Microsoft Windows. Akcja książki rozgrywa się dwa miesiące po zakończeniu gry. To druga powieść, po Mass Effect: Objawienie, rozgrywająca się w uniwersum serii Mass Effect. Po raz pierwszy wydana została 29 lipca 2008 r. przez wydawnictwo Del Rey Books, w Polsce 22 października 2010 r. wydała ją Fabryka Słów.